# Belisana yanbaruensis
Belisana yanbaruensis är en spindelart som först beskrevs av Teruo Irie 2002.  Belisana yanbaruensis ingår i släktet Belisana och familjen dallerspindlar. Inga underarter finns listade.